# Переулок Батенькова
Переу́лок Ба́тенькова — улица в Томске, от проспекта Ленина до Комсомольского переулка.

## История
Первое название (Благовещенский) связано с Благовещенской церковью (первоначально деревянной, 1639—1649, заложенной в камне в 1785 году). Храм находился в конце Соборной улицы.
В стоявшем на углу с современной набережной реки Ушайки каменном особняке (№ 16 — «губернаторский дом») снимали жилье томские губернаторы Н. В. Родзянко (1867—1871) и А. П. Супруненко (1872—1880).
В доме Н. И. Лучшева (дом находился слева от главного входа в Благовещенский собор) проживал в 1846—1856 годах сосланный в Томск Г. С. Батеньков.
В 1905 году на углу с современным проспектом Ленина был окончено постройкой здание торгового дома «Второв и сыновья».
В конце XIX века в переулок (в д. 5) перенес свой книжный магазин П. И. Макушин. В переулке работает публичная библиотека, ныне — в здании Второвского пассажа, основанная в 1899 году по решению думы Томска, с 1937 года библиотека носит имя А. С. Пушкина.
Современное название дано в честь декабриста Гавриила Степановича Батенькова, часть жизни которого связана с Томском. Он попадал в город дважды: с 1817 по 1821 год в роли инженера и с 1846 по 1856 год — в качестве ссыльного.

## Новая история
После революции 1917 года здание торгового дома «Второв и сыновья» было занято под советские учреждения: губисполком, губсовпроф. На первом этаже работал магазин, в разное время называвшийся «Тысяча мелочей», «Товары для дома».
1 мая 1918 года в бывшем доме Ф. И. Деева инициативной группой художников К. К. Зеленевского, Н. Г. Котова, М. М. Полякова при участии скульптора П. Шарлаимова была открыта первая Сибирская народная художественная академия.
6 января 1926 года переулок был переименован в переулок Батенькова. В 1934 году Благовещенская церковь была закрыта и вскоре снесена, теперь на этом месте сквер (см. площадь Батенькова)
В 1974 году на улице был открыт специализированный магазин «Букинист» (д. 5), в магазине работал известный томский краевед В. И. Суздальский (1940—1996), сейчас магазину присвоено его имя.

## Достопримечательности
д. 3 — бывший дом купца Ф. И. Деева (1914, архитектор А. И. Лангер),  № 7020000000
д. 5 — бывший книжный магазин П. И. Макушина (1915, архитектор А. И. Лангер),  № 7020001000
д. 7 — бывший жилой дом, памятник деревянной архитектуры, ныне — ресторан «Купеческий дом»